# 大谷亮介
大谷 亮介（おおたに りょうすけ、1954年3月18日 - ）は、日本の男性俳優、演出家、声優であり、劇団壱組印主宰である。本名、同じ。
兵庫県西宮市出身、ファザーズコーポレーション所属。

## 略歴
兵庫県西宮市内の小学校を経て、六甲学院中学校・高等学校へ進学。高校時代はサッカー部のレギュラーになり、兵庫県代表としてインターハイにも出場した。高校卒業後は生物学者を志して東京水産大学(現　東京海洋大学)へ進学したものの、勉強する気にならずに遊んでばかりいたところ、見かねた友人から「お前、向いてるんじゃないか」と勧めを受けて劇団を受験し合格。大学在学中の1977年にオンシアター自由劇場に入団し、同年10月の『風吹がらす疾送記・異説のすかい・おらん』にて初舞台。後に大学を中退し芝居の道へと進んだ。
1986年、役者集団東京壱組を旗揚げ。役者兼演出家として、余貴美子らと共に、長年座長として活躍した。1991年には東京壱組公演『分からない国』『箱の中身』『お金』の企画・演出により第26回'紀伊國屋演劇賞個人賞を受賞した。
同劇団解散後、2001年からは草野徹らと劇団壱組印を立ち上げて活動する。
2003年には篠井英介、深沢敦とともにプロデュースユニット3軒茶屋婦人会を結成、「3人芝居」と「女形」にこだわって上演を続けている。
一方でテレビドラマ、映画などの映像作品にも多く出演。2000年からテレビ朝日で放送されている『相棒』シリーズの三浦信輔役で世間に広く認知されていたが、2013年10月16日放送のseason12 第1話をもって卒業した。
2008年より、ハワイ・オアフ島生まれの日系三世「タニー・オータニ」に扮し、女優のキムラ緑子扮する「ドリー・キムラ」とともに音楽ユニット「ドリー&タニー」を結成して年に1回ほどのペースで芝居仕立ての音楽ライブをライブハウスにて開催している。

## 人物
- 趣味はサッカー、特技は殺陣、サックス、ウクレレ、日本舞踊（藤間掬之介、紫派藤間流師範藤間掬穂に師事）[3]。
- 父親は元サッカー選手の大谷四郎。同じく元サッカー選手の大谷一二は伯父。
- 女優の高畑淳子とはかつて結婚を前提に交際し、5年半にわたり事実婚状態だったが、諸事情により別れ結婚には至らなかった。俳優の高畑裕太は高畑との間にもうけた息子で、大谷自身も認知している[8][9]。大谷が別の女性と結婚した後は親子としての交流はない[8]。
- 30歳になったばかりの頃、芝居のどこがいいのかという質問に対し、「消えてなくなっちゃうから、いいんだよな」と答えている[10]。

## 出演

### 舞台
オンシアター自由劇場
- 上海バンスキング
- もっと泣いてよフラッパー
- 黄昏のボートビル

役者集団東京壱組
- 愛は頭にくる（1986年6月）
- 幸せの黄色くもない石（1987年9月）
- 石鹸王国のはなし（1988年4月）
- タカハシ、ドイツへ行く（1988年7月）
- 大漫才（1989年2月）
- 箱の中身（1989年10月、1991年5月）
- 青春はエレキだなんて言っちゃって…（1990年7月）
- 分からない国（1991年1月、1992年3・4・5月、1995年1月）
- お金（1991年10月）
- ブラジルのいとこ（1992年10月）
- 火男の火（1993年4・5・11月）
- チャフラフスカの犬（1994年1月）
- もう大丈夫（1994年9月）
- 違うチャフラフスカの犬（1995年2月）
- 果てるまで行く（1996年9月） - 東京壱組最終公演。

劇団壱組印
- 小林秀雄先生来る
- やや黄色い熱をおびた旅人
- ピースの煙

他 全作品

3軒茶屋婦人会
- ヴァニティーズ
- 女中たち
- ウドンゲ
- 紅姉妹（2011年）
- ブライダル（2013年）
- ス・ワ・ン（2015年）

その他の公演
- 壱組印プリゼンツ
- ハンブルボーイ
- かやくごはん（1993年）作
- ABCミュージカル ザ・近松（1994年）演出
- 人間風車（2000年）
- ア・ラ・カルト 役者と音楽家のいるレストラン（2001年）
- 歌わせたい男たち（2005年、2008年）
- 三文才オペラ（2007年）
- フール・フォア・ラブ（2007年）
- ジャズ・レッスンズ（2009年）
- 蜘蛛の巣（2009年）演出のみ
- 王将（2009年）
- パンク侍、斬られて候（2009年）
- 海をゆく者（2009年、2014年、2023-24年）
- 烏賊ホテル（2010年）
- 博覧会 世界は二人のために～（2010年）
- さすらいアジア～人類の創世～（2011年）作・演出
- 劇団道学先生「デンキ島〜白い家篇〜」（2011年）演出
- アル☆カンパニー第９回公演「ゆすり」（2011年）
- 第68回文化庁芸術祭主催公演『エドワード二世』（2013年）
- デスペラーズ十周年記念公演『新・藪の中～女でアルこと～』（2013年）
- 世田谷パブリックシアター企画制作『ＴＲＩＢＥＳ』（2014年）
- 「桜の園」The Cherry Orchard（2015年）
- 三越劇場「おばこ」（2016年）演出
- 劇団☆新感線 いのうえ歌舞伎《黒》black『乱鶯』（2016年）
- 八百屋のお告げ（2016年）
- 砂岡事務所プロデュース リーディング公演『独立記念日』（2017年）
- 第二十四楽章『インテリぶる世界』（2017年）
- こまつ座公演『イヌの仇討』（2017年、2020年）
- 岸 リトラル（2018年）
- セールスマンの死（2018年、2021年）
- HAMLET―ハムレット―（2019年）
- Dolly＆Tanny Xmas Concert ～ドリタニ知らんと意味ないで2019～」（2019年）
- グッドディスタンス ～風吹く街の短篇集～ 劇的人生劇場「彼女の人生の場合」（2020年）演出
- 『女々しき力』プロジェクト序章「片づけたい女たち」（2020年）
- All My Sons（2020年）
- オフィスコットーネプロデュース『母 MATKA』（2021年）
- 音楽劇「GREAT PRETENDER」（2021年）
- PARCO PRODUCE 2021 音楽劇 海王星（2021年）
- シス・カンパニー公演「奇蹟 miracle one-way ticket」（2022年）
- serial number07「Secret War～ひみつせん～」（2022年）
- ポート・オーソリティ-港湾局-（2024年）
- 神戸の湊、千年の交々（2024年）
- 消えていくなら朝（2025年）
- ヘヴンアイズ（2025年公演予定）
- 音楽劇「三文オペラ 歌舞伎町の絞首台」（2025年公演予定）

### テレビドラマ
- 恋に恋して恋きぶん （1987年7月14日 - 9月22日、TBS系列） - 三郎 役
- 水曜グランドロマン 檀上にて急逝（1990年5月16日、日本テレビ系列）
- 古畑任三郎（1996年1月31日、フジテレビ系列） - 暮睦警部 役
- 誘惑を売る女（1999年12月、TBS）
- 相棒（テレビ朝日）
  - pre season 第1話（2000年6月3日） - 室谷警部補 役
  - pre season 第2話 - season12 第1話・season14 第10話・season23 第7話（2001年1月27日 - 2013年10月16日・2016年1月1日・2024年12月11日） - 三浦信輔 役
  - 裏相棒（2008年4月21日 - 5月1日） - 三浦信輔 役
- 次郎長三国志（2000年1月2日、テレビ東京）
- 少年たち3（2002年） - 森本建太郎 役
- 愛の家〜泣き虫サトと7人の子〜（2003年、NHK総合）
- 新・桃太郎侍 第5話（2006年、テレビ朝日） - 江川頼母 役
- 土曜ワイド劇場 船長シリーズ10 太平洋殺意のうず潮（テレビ朝日系列） - 東山警部 役
- 月曜ミステリー劇場（TBS系列）
  - 弁護士猪狩文助 時の剣（2001年） - 谷崎博 役
  - 捜し屋★諸星光介が走る!1（2004年）
- 大河ドラマ（NHK総合）
  - 新選組!（2004年） - 真木和泉 役
  - 風林火山（2007年） - 屋代越中守 役
  - 軍師官兵衛（2014年） - 佐々成政 役
  - いだてん〜東京オリムピック噺〜（2019年） - 平沼亮三 役
- 次郎長背負い富士（2006年、NHK総合）
- マチベン（2006年、NHK総合） - 森下検事 役
- 名奉行! 大岡越前 第2シリーズ第8話（2006年7月4日、テレビ朝日） - 松井弥十郎 役
- 堀部安兵衛（2007年1月1日、NHK総合） - 窪田甚五郎 役
- バチカンに眠る織田信長の夢（2007年1月29日、TBS） - 足利義昭 役
- 時代劇スペシャル 花の誇り（2008年、NHK総合） - 寺井仁八郎 役
- 潮風の診療所〜岬のドクター奮戦記〜（2007年） - 後藤晴夫 役
- 土曜時代劇 桂ちづる診察日録（2010年、NHK総合） - 下妻直久 役
- 絶対零度〜特殊犯罪潜入捜査〜（Season2・2011年）第7話・宝石店連続強盗事件（2011年8月23日、フジテレビ系列） - 杉山泰蔵 役
- ボクら星屑のダンス（2011年10月6日、テレビ東京） - 岩城省吾 役
- 浪花少年探偵団 第1話（2012年7月2日、TBS） - 小川 大介 役
- HTBスペシャルドラマ 幸せハッピー（2012年12月15日、北海道テレビ） - 勝又信一 役
- 町医者ジャンボ!! 第1話（2013年7月4日、読売テレビ） - 西川武 役
- 西村京太郎スペシャル 警部補・佐々木丈太郎 6 「疑惑」（2013年10月25日、フジテレビ） - 権藤誠 役
- あさきゆめみし 〜八百屋お七異聞 第9話（2013年11月14日、NHK総合）
- オリンピックの身代金〜1964年・夏〜（2013年11月30日、12月1日、テレビ朝日） - 佐藤警部 役
- 戦力外捜査官 第6話（2014年2月15日、日本テレビ） - 高村芳樹 役
- 星新一ミステリーSP「程度の問題」（2014年2月15日、フジテレビ系列） - バーテン 役
- ドラマ10 聖女（2014年8月 - 9月、NHK総合） - 千倉泰蔵 役
- SAKURA〜事件を聞く女〜 第3話（2014年11月3日、TBS） - 吉岡周作 役
- 水曜ミステリー9（テレビ東京）
  - 嫌われ監察官 音無一六〜警察内部調査の鬼〜2（2014年11月5日、テレビ東京） - 桜井善之 役
  - 事故調（2015年4月1日） - 諏訪幸二郎 役
  - 激突!アラフィフ熟女刑事の事件簿 （2015年6月10日） - 鶴田辰巳 役
  - 保身（2015年7月1日） - 富川勲 役
- 科捜研の女 第14シリーズ 第5話（2014年11月13日、テレビ朝日） - 沼田幸三 役
- FLASHBACK 第1話「ヒトラーの野望」（2014年12月19日、フジテレビNEXT）
- 京都人情捜査ファイル 第5話（2015年5月28日、テレビ朝日） - 風間俊明 役
- 水戸黄門 スペシャル（2015年6月29日、TBS） - 韮崎軍兵衛 役
- 月曜ゴールデン（TBS系列）
  - 湯けむりバスツアー 桜庭さやかの事件簿6（2015年9月14日） - 橋口大造 役
- リスクの神様 第7話（2015年8月26日、フジテレビ） - 花村慶介 役
- おかしの家 第2話（2015年10月28日、TBS）
- 最高のオヤコ（2016年1月10日、毎日放送） - 星野さん 役
- お義父さんと呼ばせて 第2話（2016年1月26日、関西テレビ・フジテレビ）
- 未解決事件 File.05 ロッキード事件（2016年7月23日、NHK総合） - 神谷尚男 役
- 世界に誇る夢の超特急〜新幹線開発物語（2017年3月26日、BS-TBS） - 鳩山一郎 役　※再現ドラマ部分
- 緊急取調室 SECOND SEASON 第4話（2017年5月11日、テレビ朝日）
- みをつくし料理帖 第7話（2017年6月24日、NHK総合） - 喜の字屋板長 役
- コード・ブルー -ドクターヘリ緊急救命- 3rd 第5話（2017年8月14日、フジテレビ） - 倉田正敏 役
- 月曜名作劇場 「確証〜警視庁捜査三課」（2017年11月6日、TBS） - 狩場摂夫 役
- 赤ひげ 第5話（2017年12月11日、NHK BSP） - 和泉屋徳兵衛 役
- アンナチュラル 第3話（2018年1月26日、TBS） - 亀岡文行 役
- 欠点だらけの刑事（テレビ朝日） - 橋本岳太郎 役
  - 第1作（2018年2月4日、日曜ワイド ）
  - 第2作（2021年9月22日）
- 噂の女 第7・8・10話（2018年6月・BSジャパン、2018年8月・テレビ東京） - 藤堂淳史 役
- 刑事7人 第4シリーズ 第4話（2018年8月1日、テレビ朝日） - 大森正一 役
- 未解決事件 File.07 警察庁長官狙撃事件（2018年9月8日、NHK総合）
- 黄昏流星群〜人生折り返し、恋をした〜 （2018年10月11日 - 12月13日、フジテレビ） - 秦幸太郎 役
- メゾン・ド・ポリス 第5話（2019年2月8日、TBS） - 丸山栄一 役
- 十津川警部シリーズ8 「外房線に消えた女〜十津川の初恋〜」（2019年3月25日、TBS） - 三枝雄大 役
- コンフィデンスマンJP 運勢編（2019年5月18日、フジテレビ） - 大口 役
- スパイラル〜町工場の奇跡〜（2019年4月15日 - 6月3日、テレビ東京） - 彦野純一 役
- ストロベリーナイト・サーガ 第10話・11話（2019年6月6日・13日、フジテレビ） - 安東友寛 役
- 水戸黄門 第2シリーズ第5話（2019年6月23日、BS-TBS） - 木崎玄之丞 役
- 時空探偵おゆう 大江戸科学捜査 第1話・4話-8話（2019年・関西テレビ、2020年・BSフジ） - 大松屋惣右衛門 役
- 歪んだ波紋 第5話（2019年12月1日、NHK BSP） - 金澤局長 役
- 最後のオンナ（2020年1月6日、テレビ東京） - 上野 役
- 西荻窪 三ツ星洋酒堂 第5話・6話（2021年3月5日・12日、毎日放送） - 小林の祖父 役
- イチケイのカラス 第8話（2021年5月24日、フジテレビ） - 山寺信吾 役
- 群青領域 第8話（2021年12月10日、NHK総合） - 川市信一 役
- 家康と三成のスマホ （2023年9月5日 - 9月15日、NHK総合） - 前田利家 役
- アンチヒーロー 第7話（2024年5月26日、TBS） - 東京高等裁判所長官 役

### 映画
- さらば愛しき人よ（1987年9月12日、松竹）
- ヒルコ／妖怪ハンター（1991年5月11日、松竹富士） - 月島 令子の父 役
- 二宮金次郎物語 愛と情熱のかぎり（1998年7月4日、二宮金次郎物語製作委員会）
- アナザヘヴン（2000年4月29日、松竹）
- 安藤組外伝 掟（2000年5月7日、TPO） - 信夫 役
- 長崎ぶらぶら節（2000年9月15日、東映）
- BROTHER（2001年1月27日、オフィス北野 / 松竹）
- こちら葛飾区亀有公園前派出所 THE MOVIE2 UFO襲来! トルネード大作戦!!（2003年12月30日、東宝） - ハッピー殿山 役
- Pray プレイ（2005年10月15日、日本出版販売＝ポニーキャニオン）
- 恋するイノセントマン（2006年11月25日、舞台企画集団ハルベリー）
- それでもボクはやってない（2007年1月20日、東宝） - 大谷吉史 役
- 裸 over8（2007年9月29日、over8、シネマアートン下北沢）
- クローズド・ノート（2007年9月29日、東宝）
- あの空をおぼえてる（2008年4月26日、ソニー・ピクチャーズ エンタテインメント）
- 相棒 - 三浦信輔 役
  - 相棒 -劇場版- 絶体絶命! 42.195km 東京ビッグシティマラソン（2008年5月1日、東映）
  - 相棒シリーズ 鑑識・米沢守の事件簿（2009年3月28日、東映）
  - 相棒 -劇場版II- 警視庁占拠! 特命係の一番長い夜（2010年12月23日、東映）
  - 相棒シリーズ X DAY（2013年3月23日、東映）
  - 相棒 -劇場版III- 巨大密室! 特命係 絶海の孤島へ（2014年4月26日、東映）
- おくりびと（2008年9月13日、松竹）
- モルモット（2011年1月8日、アルゴ・ピクチャーズ）
- お色気戦隊熟レンジャー（2012年） - 大沢一郎太 役[18]
- 鍵泥棒のメソッド（2012年9月15日、クロックワークス） - アパートの大家 役
- あいときぼうのまち（2014年6月21日。太秦） - 西山徹 役[19]
- 鉄の子（2016年2月13日、KADOKAWA）
- ドッジボールの真理 code01 伝説のレッドブルマー（2016年4月23日、シネアスト）
- 任侠野郎（2016年6月4日、KATSU-do） - 間 役
- ハッピーウエディング（2016年11月5日、アルタミラピクチャーズ）
- ゲキ×シネ「乱鶯」（2017年4月15日、ヴィレッヂ） - 黒部源四郎 役
- 純平、考え直せ（2018年9月22日、アークエンタテインメント）
- ダンスウィズミー（2019年8月16日、アルタミラピクチャーズ）
- OUT ZONE（2019年11月29日）
- ばるぼら（2020年11月20日、イオンエンターテイメント） - 里見権八郎 役
- 毎日爆裂クッキング（2021年2月26日、ndjc：若手映画作家育成プロジェクト2020）
- ある役者達の風景（2022年）
- THEATERS（2022年、リアリーライクフィルムズ）
- 逃走（2025年、太秦[20]）[21]
- やがて海になる（2025年10月24日公開予定、ムービー・アクト・プロジェクト）[22][23]

### 配信ドラマ
- 相棒 - 三浦信輔 役
  - 裏相棒2（2009年3月18日 - 4月8日）
  - 相棒 -劇場版III- 序章（2014年3月29日 - 4月19日、dビデオ）
- ハング （2014年9月20日 - 10月1日、BeeTV） - 和知 役
- 奪い愛、夏 （2019年8月8日 - 9月26日、AbemaTV）

### オリジナルビデオ
- 止まり木ブルース - マスター 役
- 本気!17 侠気編

### テレビアニメ
- メダロット（1999年 - 2000年） - メダロット博士 役
- ビックリマン2000（2000年） - 大凶魔1/100 役
- こちら葛飾区亀有公園前派出所
  - 第171話「決戦! 大自然ゴルフ」（2000年） - 個草井勘鳥 役
  - 第192話「秘境! どいなか県」（2000年） - 大前田よね助 役
  - 第213話「ペットの飼い方教えます」（2001年） - オーナー 役
  - 第253話「今夜は生放送!?」（2002年） - 八丈島監督 役
- メダロット魂（2000年 - 2001年） - メダロット博士 役
- テニスの王子様（2001年） - ハリタツ 役
- 真・女神転生Dチルドレン ライト&ダーク（2002年） - リッチ 役
- 遊☆戯☆王デュエルモンスターズ（2002年） - ビッグ2 役
- capeta（2006年） - 岡 役

### OVA
- R.O.D -READ OR DIE-（2001年 - 2002年） - 平賀源内 役

### 劇場アニメ
- こちら葛飾区亀有公園前派出所 THE MOVIE2 UFO襲来! トルネード大作戦!!（2003年） - ハッピー殿山 役[24]
- ピアノの森（2007年）

### ゲーム
- 相棒DS（2009年3月5日、DS） - 三浦信輔 役
- ヒーローズファンタジア（2012年） - 平賀源内 役

### 吹き替え
- ER XV 緊急救命室 #9（ピーターソン〈イヴァル・ブロガー〉）

### ラジオドラマ
- 青春アドベンチャー（NHK-FM）
  - 「平成トムソーヤ」（教師、ショップ店員、ヤクザ）
  - 「BANANA FISH」 - ジェームズ・カーレンリース
  - 「菩薩花 羽州ぼろ鳶組」 - 進藤内記
- FMシアター（NHK-FM）
  - 『ラブストーリーを読む老人』

### CD
- ドリー&タニー（2015年、ホイホイレコード） ※キムラ緑子とのデュオ

### CM
- メガネトップ

### その他
- 歌謡ドラマ（NHKラジオ第1）
- 歴史ミステリー 日本の城見聞録（BS朝日）